# Rauni Mollberg
Rauni Antero ”Molle” Mollberg (Finnország, Hämeenlinna, 1929. április 15. – Finnország, Loimaa, 2007. október 11.) finn filmrendező, színházrendező, forgatókönyvíró, producer és színész.

## Élete
1948-tól 50-ig a Finn Színházművészeti Egyetem hallgatója volt. Tanulmányai után Joensuban és Kuopióban dolgozott, mint rendező és színész. 1963-tól már rövidfilmeket, sorozatokat, dokumentumfilmeket készített az YLE-nek ( finn közszolgálati tv-csatorna). 1968-tól 86-ig az YLE TV2 színházi osztályát vezette.
Már a 40-es éveiben járt, mikor először rendezett játékfilmet. 1973-ban forgatta – a Timo K. Mukka regényéből készült – Maa on syntinen laulu című filmjét. Magyarországon Bűnös dal a Föld címen játszották a mozikban. A film egy fiatal parasztlány és egy lapp rénszarvastenyésztő erotikus, véres, balvégzetű kapcsolatának története. „A film egyszerű, szörnyű erejével, hiteles érzékiségével, egyaránt meghódította a skandináv kritikusokat és a közönséget”(Peter Cowie). Mollberg filmje 1974-ben nagy szenzációt keltett a Locarnói Nemzetközi Filmfesztiválon, és a legnagyobb kasszasiker lett a finn mozi történetében. Jól jellemzi Mollberg stílusát Sakari Toiviainen: „…kifejezőerővel teli, valószerű naturalizmusával egyesíti az embereket a tájjal, lecsupaszítva őket az élet illúzióitól és a kultúra felszínes csillogásától.”
1985-ben elkészítette Az ismeretlen katona című film új verzióját. Az eredeti fekete-fehér változatot – Väinö Linna azonos című regénye alapján – Edvin Laine rendezte 1955-ben. A 30 évvel későbbi, sok ismeretlen színészt szerepeltető, kézi kamerával felvett színes film, nagy siker lett Finnországban.
1980-ban megkapta a Pro Finlandia medált, 1989-ben az akadémia tagjává választották.

## Filmjei

### Rendezőként
- Reissu (2004) (tv)
- Korpisen veljekset (2002) (tv)
- Heikuraisen nauru (2001) (tv)
- Puu kulkee (2000)
- Ison miehen vierailu (1999)
- Taustan Mikon kotiinpaluu (1999)
- Paratiisin lapset (1994)

(angol címe: Children of the Paradise)
- Ystävät, toverit (1990)

(angol címe: Friends, Comrades)
- "Mollen löytötavaraa" (tv-sorozat, 3 epizód, 1990)
  - Juhannusenkelit (1990)
  - Soittelijapoika (1990)
  - Hienoa pitää olla (1990)
- Tuntematon sotilas (1985)

(angol címe: The Unknown Soldier)
- Milka - elokuva tabuista (1980)
- Aika hyvä ihmiseksi (1977)

(angol címe: People Not as Bad as They Seem)
(USA-ban: Pretty Good for a Human)
- "Siunattu hulluus" (1975) (mini tv-sorozat)
- Maa on syntinen laulu (1973)

(magyar címe: Bűnös dal a Föld)
(angol címe: The Land of Our Ancesters)
(USA-ban: The Earth Is a Sinful Song)
- Sotaerakko (1972) (tv)
- "Pääluottamusmies" (1970) (tv-sorozat)
- Tehtaan varjossa (1969) (tv)
- "Lapsuuteni" (1967) (mini tv-sorozat)

### Íróként
- Reissu (2004) (tv)
- Korpisen veljekset (2002) (tv-játék)
- Heikuraisen nauru (2001) (tv)
- Puu kulkee (2000)
- Ison miehen vierailu (1999)
- Taustan Mikon kotiinpaluu (1999)
- Paratiisin lapset (1994)

(angol címe: Children of the Paradise)
- Ystävät, toverit (1990)

(angol címe: Friends, Comrades)
- "Mollen löytötavaraa" (tv-sorozat, 3 epizód, 1990)
  - Juhannusenkelit (1990)
  - Soittelijapoika (1990)
  - Hienoa pitää olla (1990)
- Tuntematon sotilas (1985)

(angol címe: The Unknown Soldier)
- Milka - elokuva tabuista (1980)
- Aika hyvä ihmiseksi (1977)

(angol címe: People Not as Bad as They Seem)
(USA-ban Pretty Good for a Human)
- "Siunattu hulluus" (1975) (mini tv-sorozat)
- Maa on syntinen laulu (1973)

(magyar címe: Bűnös dal a Föld)
(angol címe: The Land of Our Ancesters)
(USA-ban: The Earth Is a Sinful Song)
- Sotaerakko (1972)

### Producerként
- Reissu (2004) (tv)
- Heikuraisen nauru (2001) (tv)
- Puu kulkee (2000)
- Ison miehen vierailu (1999)
- Taustan Mikon kotiinpaluu (1999)
- Paratiisin lapset (1994)

(angol címe: Children of the Paradise)
- Ystävät, toverit (1990)

(angol címe: Friends, Comrades)
- Tuntematon sotilas (1985)

(angol címe: The Unknown Soldier)
- Milka - elokuva tabuista (1980)
- Aika hyvä ihmiseksi (1977)

(angol címe: People Not as Bad as They Seem)
(USA-ban: Pretty Good for a Human)
- Maa on syntinen laulu (1973)

(magyar címe: Bűnös dal a Föld)
(angol címe: The Land of Our Ancesters)
(USA-ban: The Earth Is a Sinful Song)

### Színészként
- Paratiisin lapset (1994) …. Madman

(angol címe: Children of the Paradise)
- Tanssi yli hautojen (1950)

(angol címe: Dancing on Graves)

## Díjak, elismerések
- Jussi-szobor (finn filmes díj) 1986, 1981, 1978, 1974, 1973
- Locarnói Nemzetközi Filmfesztivál, különdíj 1973.
- Nápoly Filmfesztivál, legjobb rendező 1978.
- Pro Finlandia medál 1980.

## Fordítás
- Ez a szócikk részben vagy egészben  a   Rauni Mollberg című angol Wikipédia-szócikk fordításán alapul.  Az eredeti cikk szerkesztőit annak laptörténete sorolja fel. Ez a jelzés csupán a megfogalmazás eredetét és a szerzői jogokat jelzi, nem szolgál a cikkben szereplő információk forrásmegjelöléseként.